# Halbemeile
Halbemeile ist ein ehemaliger Ortsteil von Breitenbrunn/Erzgeb. im sächsischen Erzgebirge. Die kleine Siedlung besteht aus vier Häusern.

## Lage

Die Siedlung Halbemeile

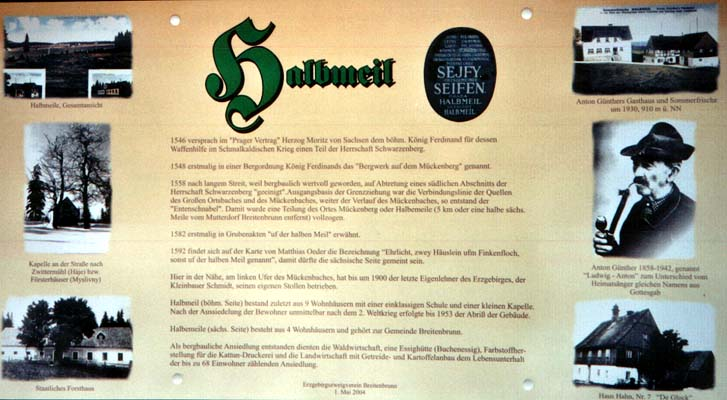
Erläuterungstafel vom Erzgebirgszweigverein Breitenbrunn errichtet

Halbemeile liegt abgelegen zwischen ausgedehnten Wäldern auf einer Hochfläche in 900 m Höhe unweit des Mückenberges und am Naturschutzgebiet Halbmeiler Wiesen. Der Ort befindet sich unmittelbar an der deutsch-tschechischen Staatsgrenze. Die Grenze trennt das deutsche Halbemeile von der ehemaligen böhmischen Siedlung Halbmeil (Mílov).

## Geschichte
Nach der Abtretung des südlichen Teils der Herrschaft Schwarzenberg durch Herzog Moritz von Sachsen nach 1546 blieb dieses Gebiet bei Sachsen, doch der genaue Grenzverlauf wurde damals noch nicht festgelegt. 1548 wurde in der Zinnbergwerksordnung des Königs Ferdinand von Böhmen erstmals ein Bergwerk auf dem Mückenbergs erwähnt. Der Bergbau war recht ergiebig, so dass es zwischen den Landesherren Streit um dieses nun interessante Revier gab. 1557 bis 1558 erfolgte schließlich die endgültige Grenzziehung, wobei eine gerade Verbindungslinie zwischen den Quellen des Mückenbachs und des Großen Ortsbachs sowie der Mündung des Breitenbachs als neuer Grenzverlauf festgelegt wurde. Dieser zerschnitt die Bergwerkssiedlung am Mückenberg in einen böhmischen und einen sächsischen Teil.
1582 fand sich erstmals die Bezeichnung „uf der halben Meil“, vermutlich weil der Ort etwa eine halbe sächsische Meile (rund 4,5 km) von Breitenbrunn entfernt liegt. Ortsnamensformen sind darüber hinaus „zwey Heuslein vfm Finkenfloch sonst vf der halben Meil genannt“ (um 1600), „der alte Stolln vf der Halbenmeile“ (1634), „Weg von Breitenbrunn auf die halbe Meile“ (1699) und „Halbemeile“ (1875). Für die Zeit um 1600 und 1875 sind je zwei Häuser belegt.

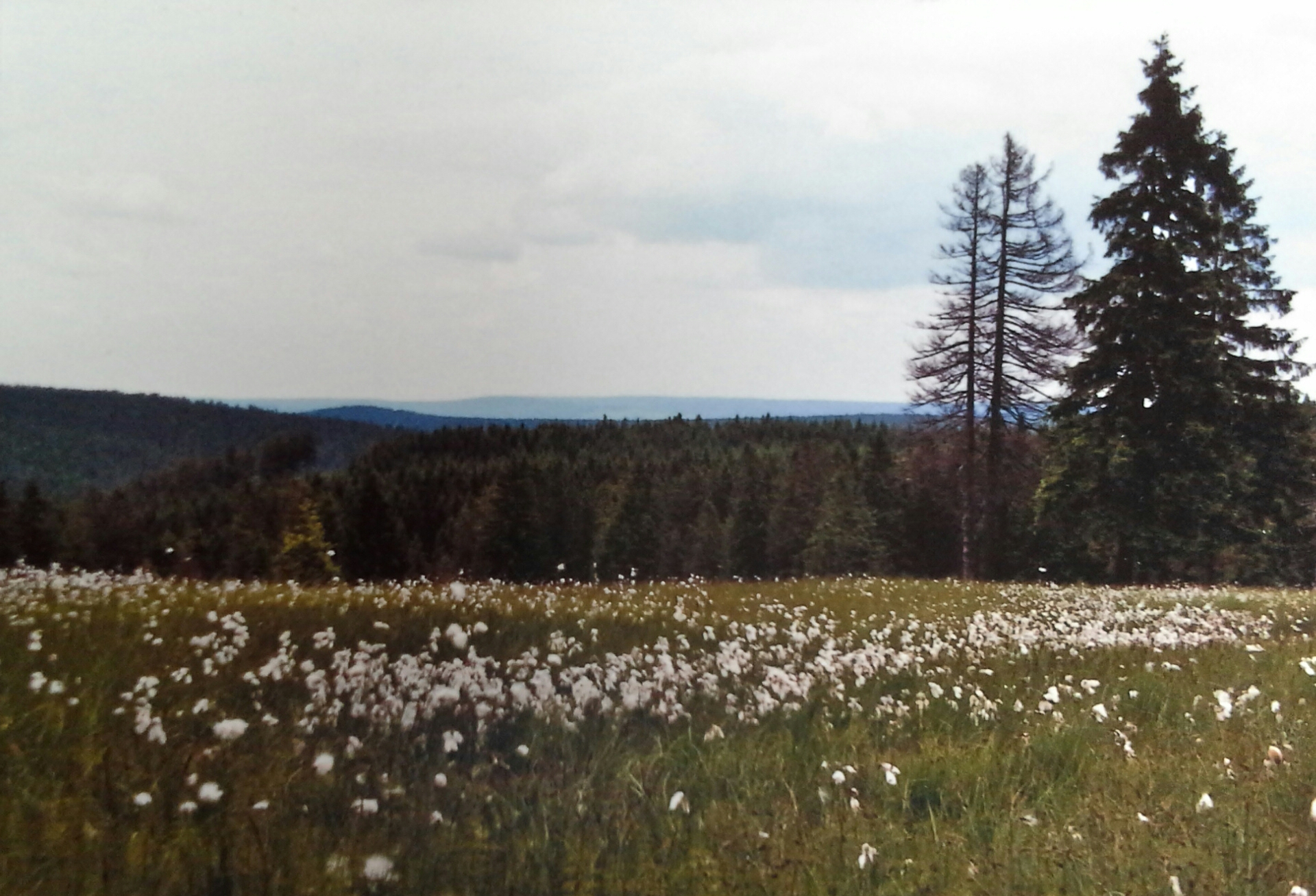
Bergwiese mit Wollgras bei Halbmeile

Die deutschen Bewohner der Siedlung Halbmeil (Mílov) auf tschechischer Seite mit neun Häusern wurden in der Folge des Zweiten Weltkriegs 1945 vertrieben. Die Häuser und die  Kapelle St. Nepomuk wurden 1953 abgerissen. 2013 wurde die Kapelle wieder aufgebaut.

## Tourismus
Ein Fußgängergrenzübergang an der Joachimsthaler Straße unweit der Himmelswiese ermöglicht das Passieren der Grenze für Wanderer, Radfahrer und Skiläufer. Im Ort existierte das private Besucherbergwerk „Gott gib Glück mit Freuden“. Ein beliebtes Ausflugsziel ist die tschechische Gaststätte „Roter Fuchs“ in benachbarten Streitseifen, einem Ortsteil von Potůčky.
Durch den Erzgebirgszweigverein Breitenbrunn wurden 2004 historische Erläuterungstafeln aufgestellt (siehe Foto).